# Naturschutzgebiet Wälder, Hänge und Uferbereiche der Großen Dhünntalsperre
Das Naturschutzgebiet Wälder, Hänge und Uferbereiche der Großen Dhünntalsperre mit der Kennung GL-080 ist ein Naturschutzgebiet auf dem Gebiet der Gemeinde Odenthal im Rheinisch-Bergischen Kreis. Das Naturschutzgebiet umfasst die zumeist bewaldeten südwestlichen Hänge der Großen Dhünntalsperre zwischen
Große Heide im Süden und der Staumauer im Westen,  zusätzlich ragt das Gebiet westlich unterhalb der Staumauer im Tal der Dhünn bis an die Einmündung des Bömericher Baches in die Dhünn. Es bildet die westliche Ergänzung zu dem Naturschutzgebiet Große Dhünntalsperre (Süd) mit der Kennung GL-077 auf Kürtener Gemeindegebiet und dem Naturschutzgebiet Große Dhünntalsperre (Große und Kleine Dhünn) (Kennung GL-023), welches die nördliche Uferbereiche der großen Dhünntalsperre auf Wermelskirchener Seite umfasst.

## Beschreibung
Laut Beschreibung des Landschaftsplans ist das Gebiet

„aufgrund der großen Flächenausdehnung naturnaher Buchenwälder und deren relativen Unberührtheit in besonderer Weise repräsentativ für die Bergischen Hochflächen. Das Gebiet bildet eine räumlich-funktionale Einheit mit dem Wasserkörper der Großen Dhünntalsperre. Die Hangwälder übernehmen eine wichtige Bodenschutzfunktion für die Talsperre. Die
Schutzausweisung erfolgt zur Erhaltung, Entwicklung und Optimierung der ufernahen Lebensgemeinschaften, der naturnahen Bachauenwälder, der Grünlandfluren sowie Feucht- und Nassbrachen und Quellbereiche mit einer
schrittweisen Umwandlung von Nadelholzbeständen in ökologisch wertvolle Mischwald- und Laubholzbestände.(...)“

Als Schutzziele werden u. a. genannt:
- Erhaltung und Entwicklung des Landschaftsraumes in seiner besonderen Eigenart, Seltenheit und hervorragenden Schönheit;
- Sicherung einer überregional bedeutsamen Biotopverbundfläche;
- Erhalt, Pflege und Schutz besonders schützenswerter Lebensräume, wie  alter Laubwaldbestände, Brachflächen, naturnaher Flussläufe, feuchtes Grünland, Quellen und naturnahe und unverbaute Bäche, feuchte Hochstaudenflächen, Bruchwälder, Zwergstrauch-, Ginster- und Wacholderheiden, Röhrichte, Bruch- und Sumpfwälder, Auwälder; seggen- und binsenreiche Nasswiesen;
- Erhaltung, Pflege und Schutz von Lebensräumen für seltene, teils gefährdete Tier- und Pflanzenarten wie Eisvogel, Waldschnepfe, Baumpieper, Ringelnatter, Grasfrosch, Waldeidechse, Bekassine, Mäusebussard, Rohrammer, Knäkente, Rohrweihe, Teichhuhn, Flussuferläufer, Haar-Ginster, Heide-Nelke, Kuckuckslichtnelke, diverse gefährdete Seggen und Bärlappgewächse, Sumpf-Veilchen u. a. m.[2]

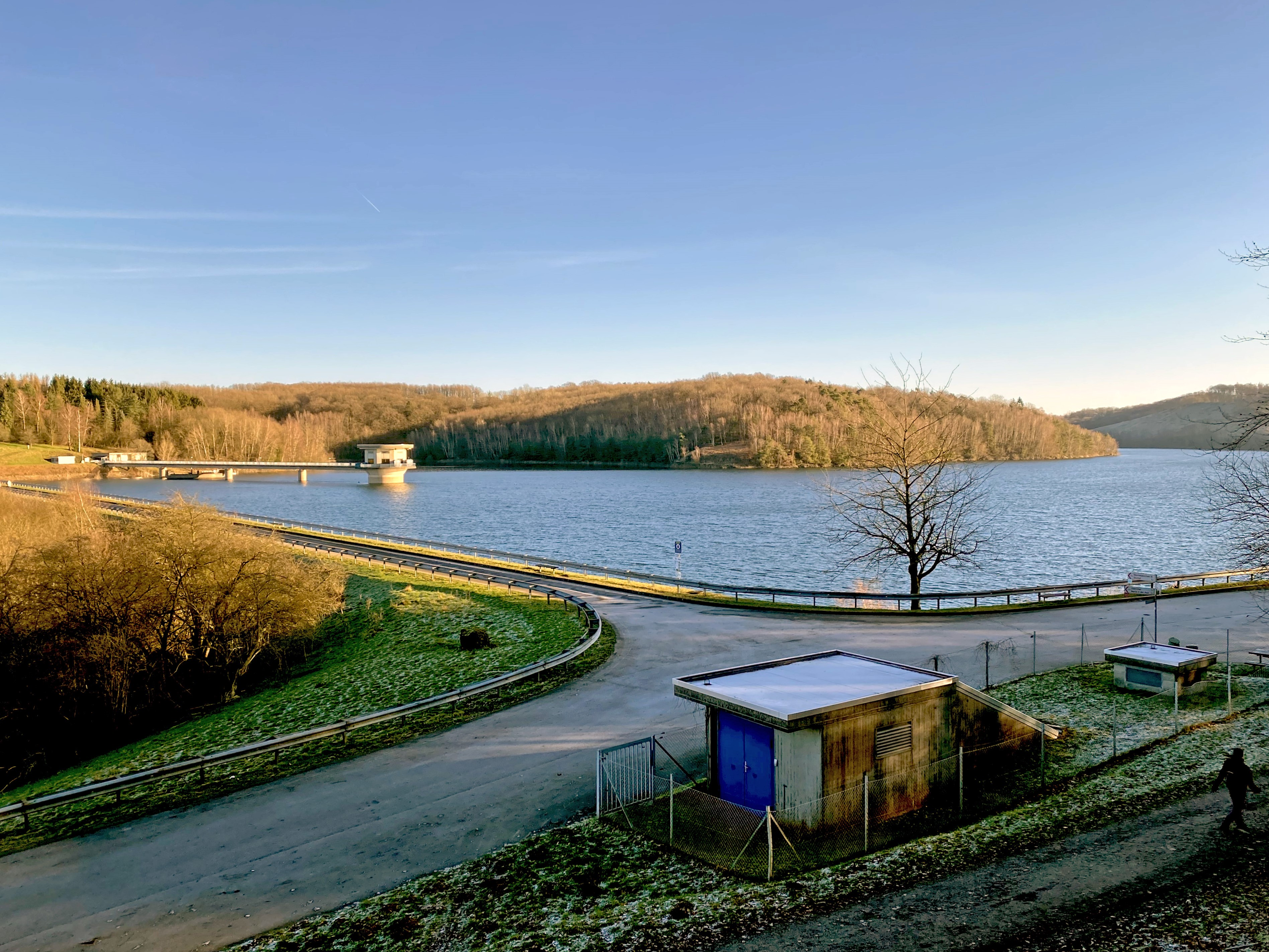
Blick vom Staudamm Große Dhünntalsperre
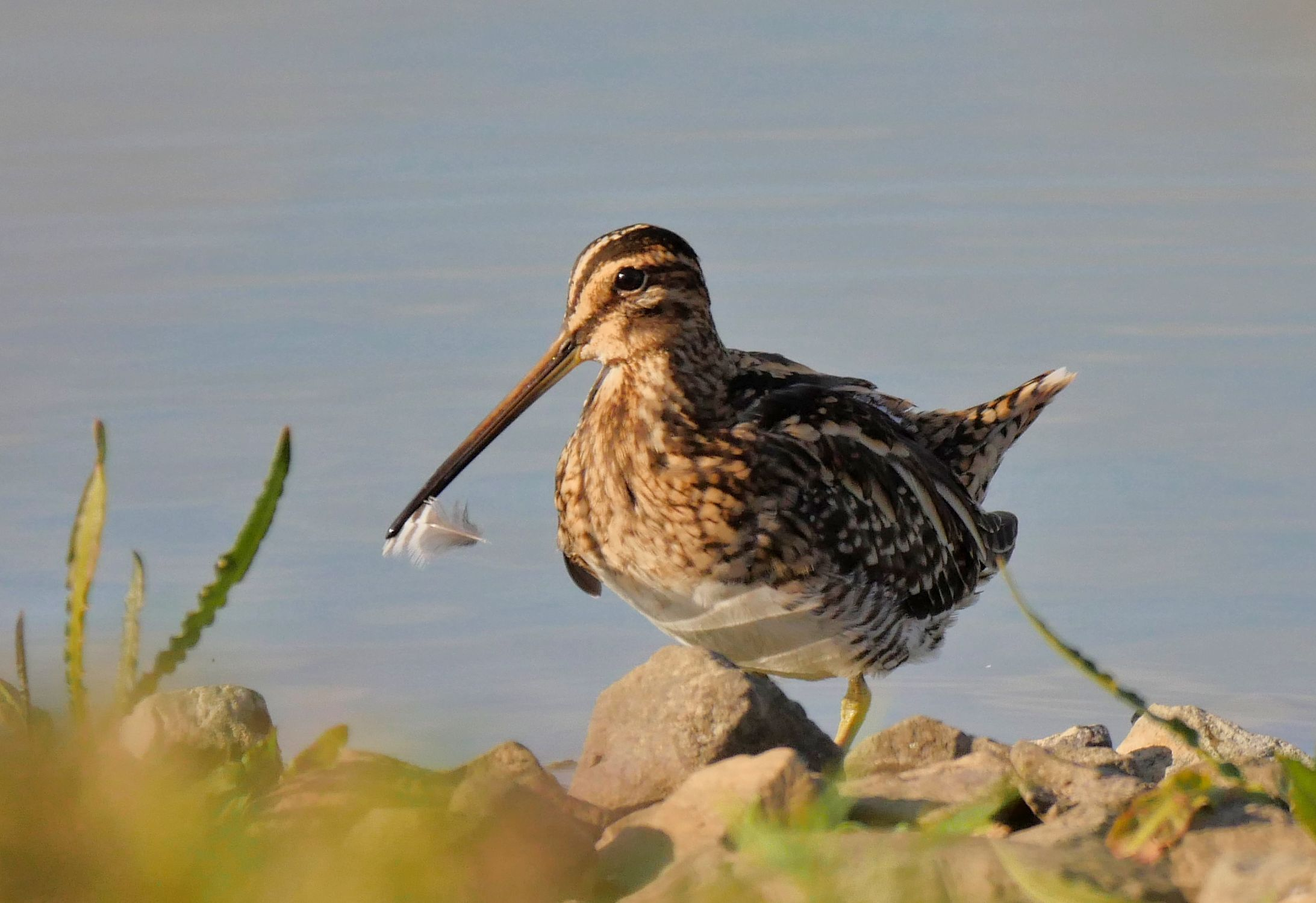
Bekassine
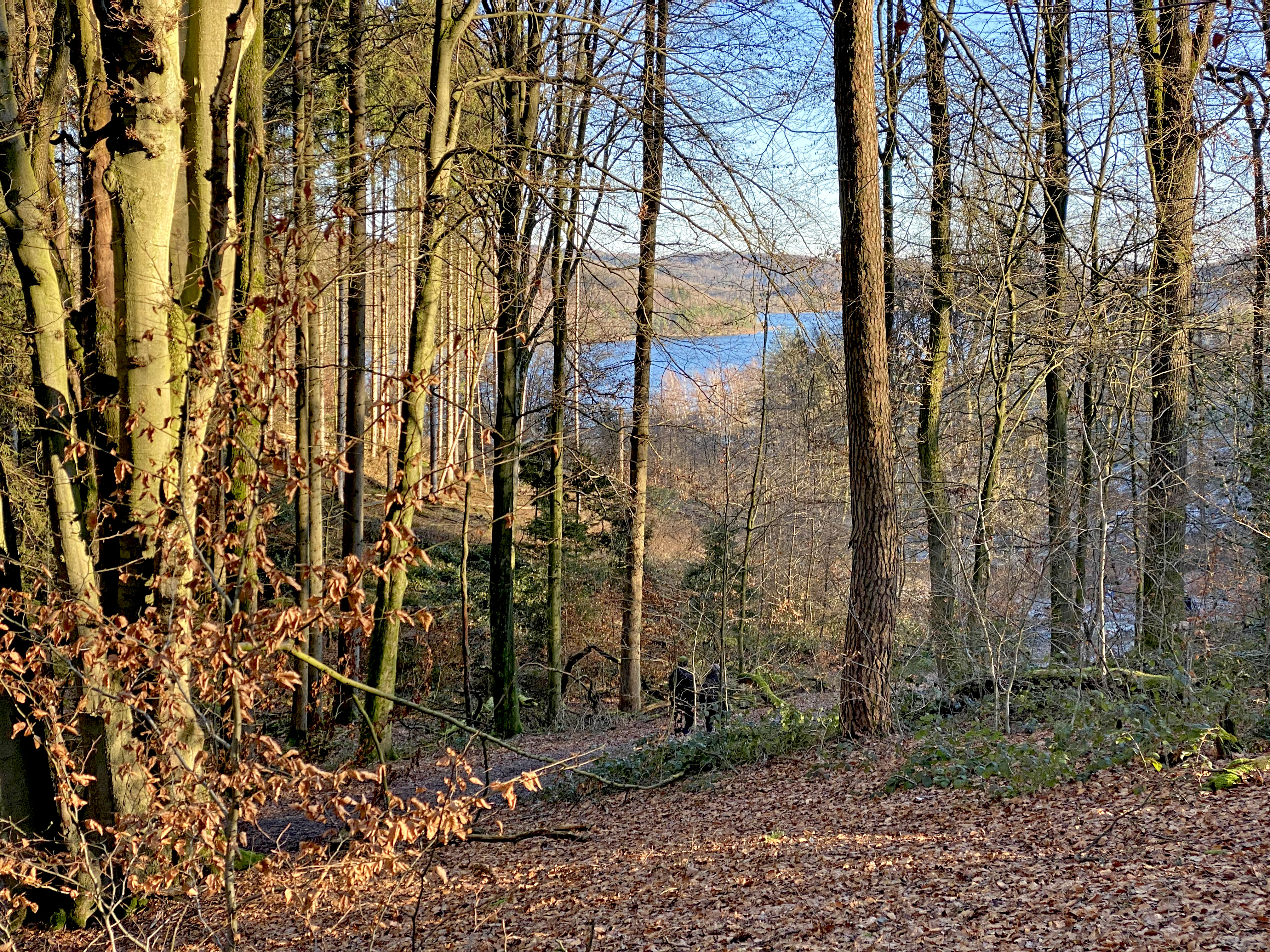
Hangwald
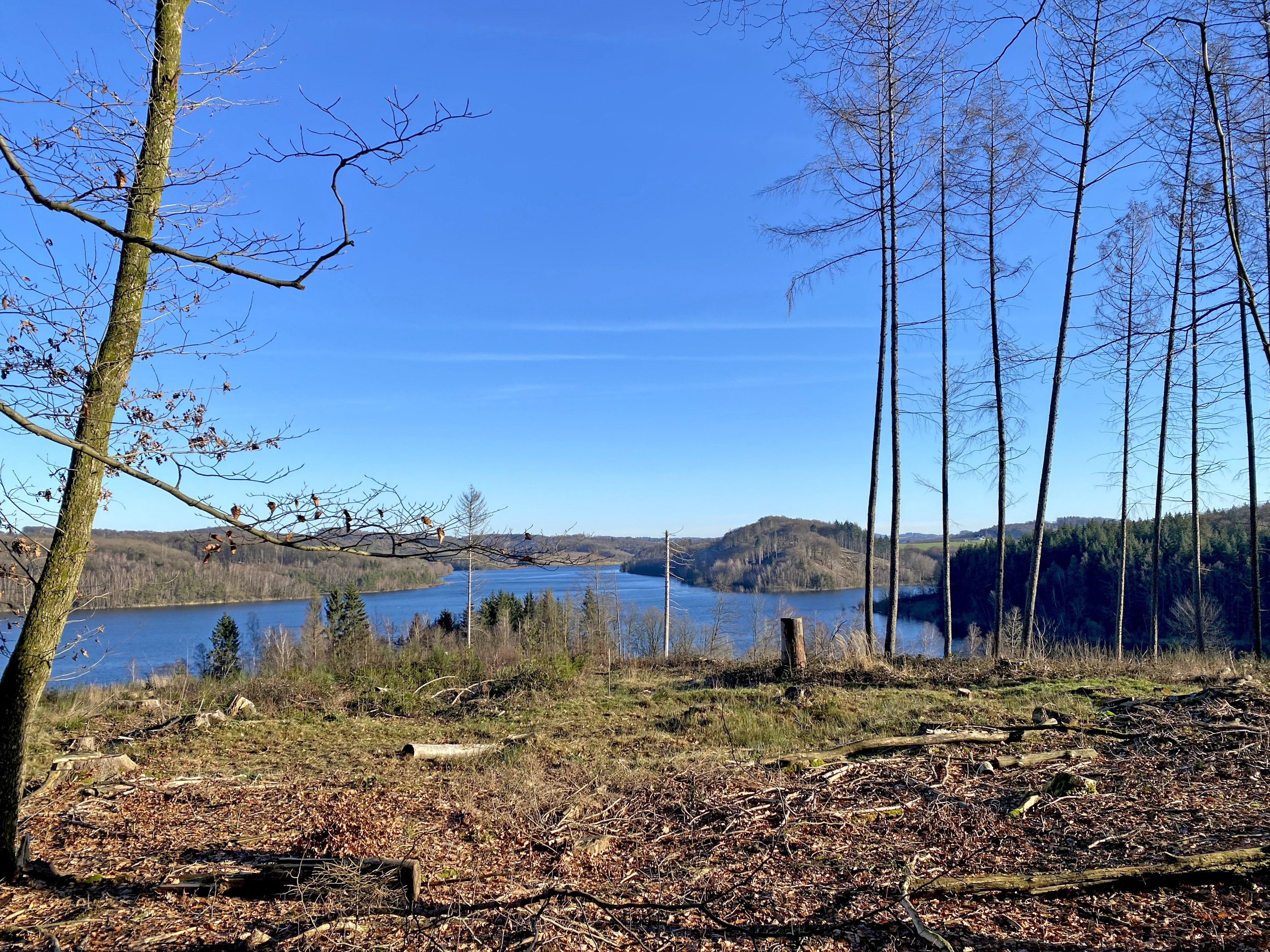
Blick auf die Dhünntalsperre vom Rupenberg
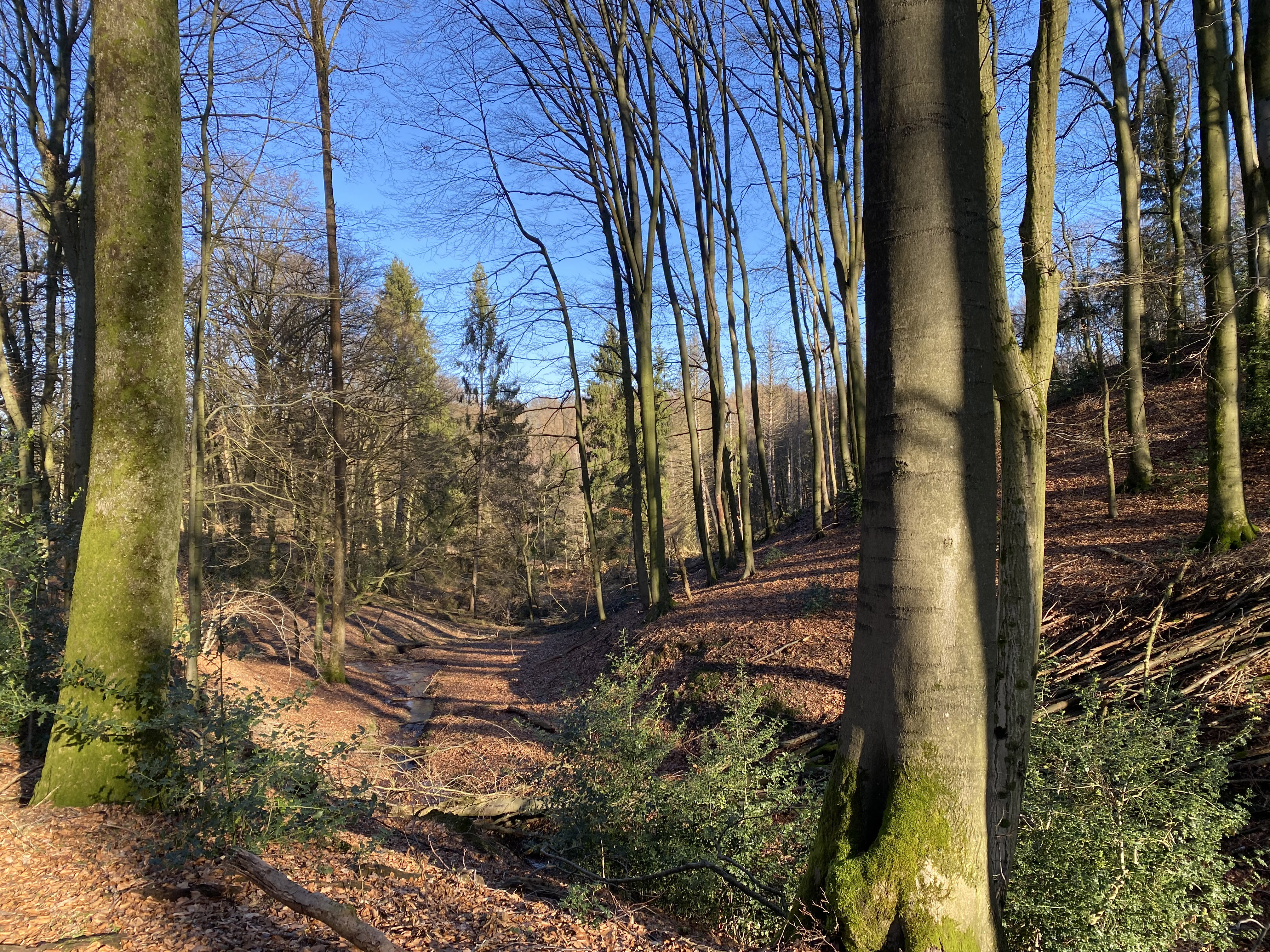
Großeheider Siefen im NSG
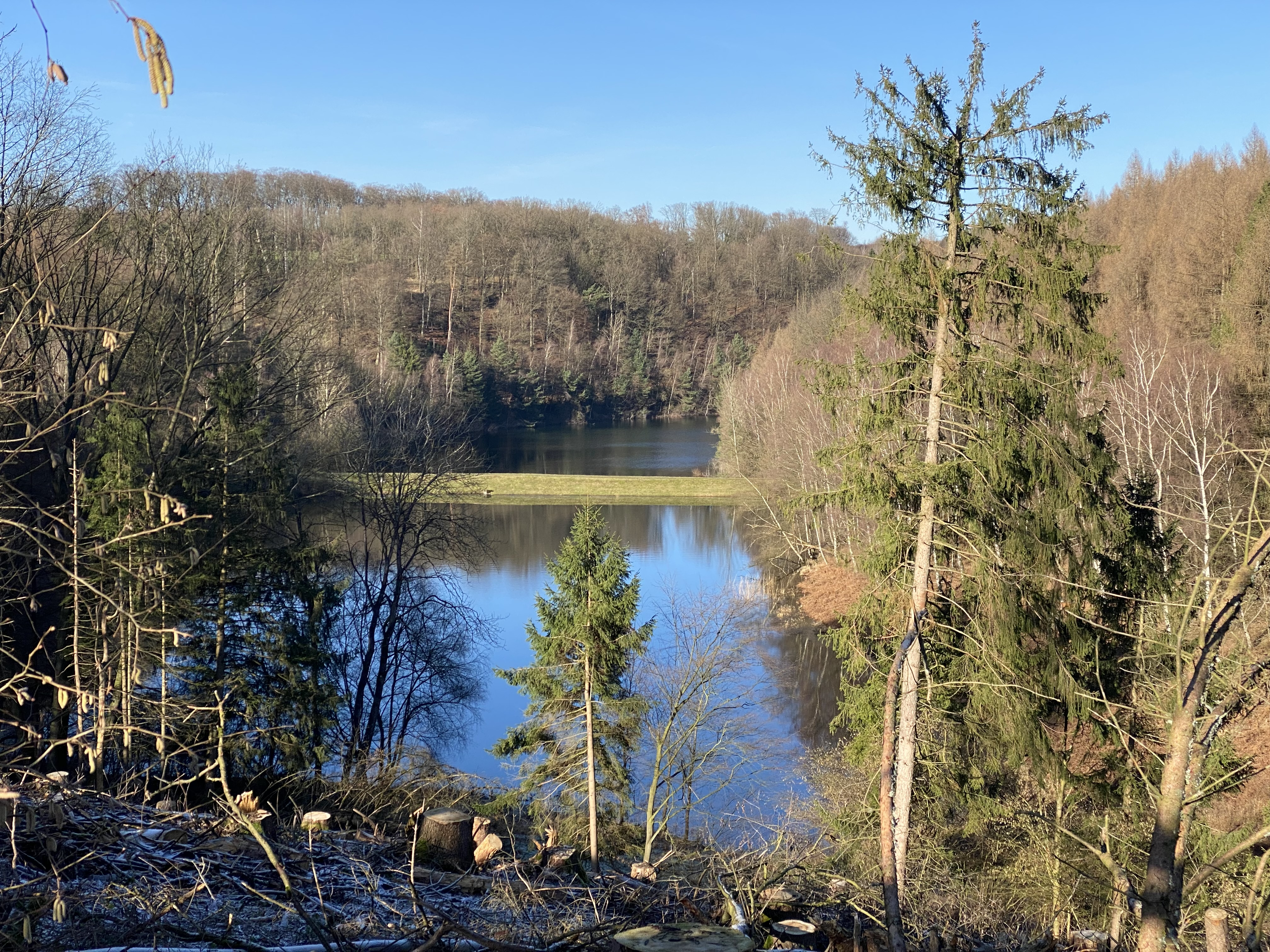
Zulaufbecken Großeheide
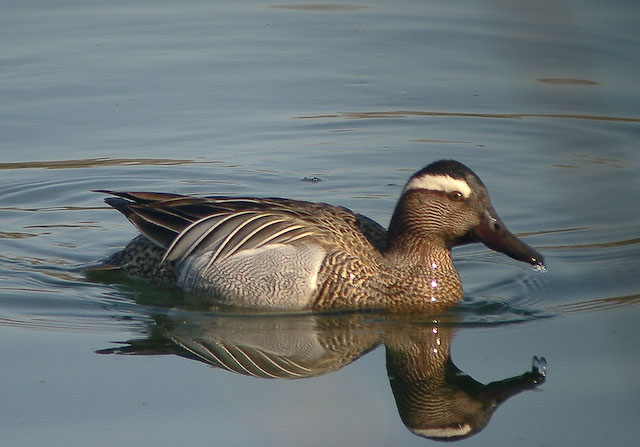
Knäkente
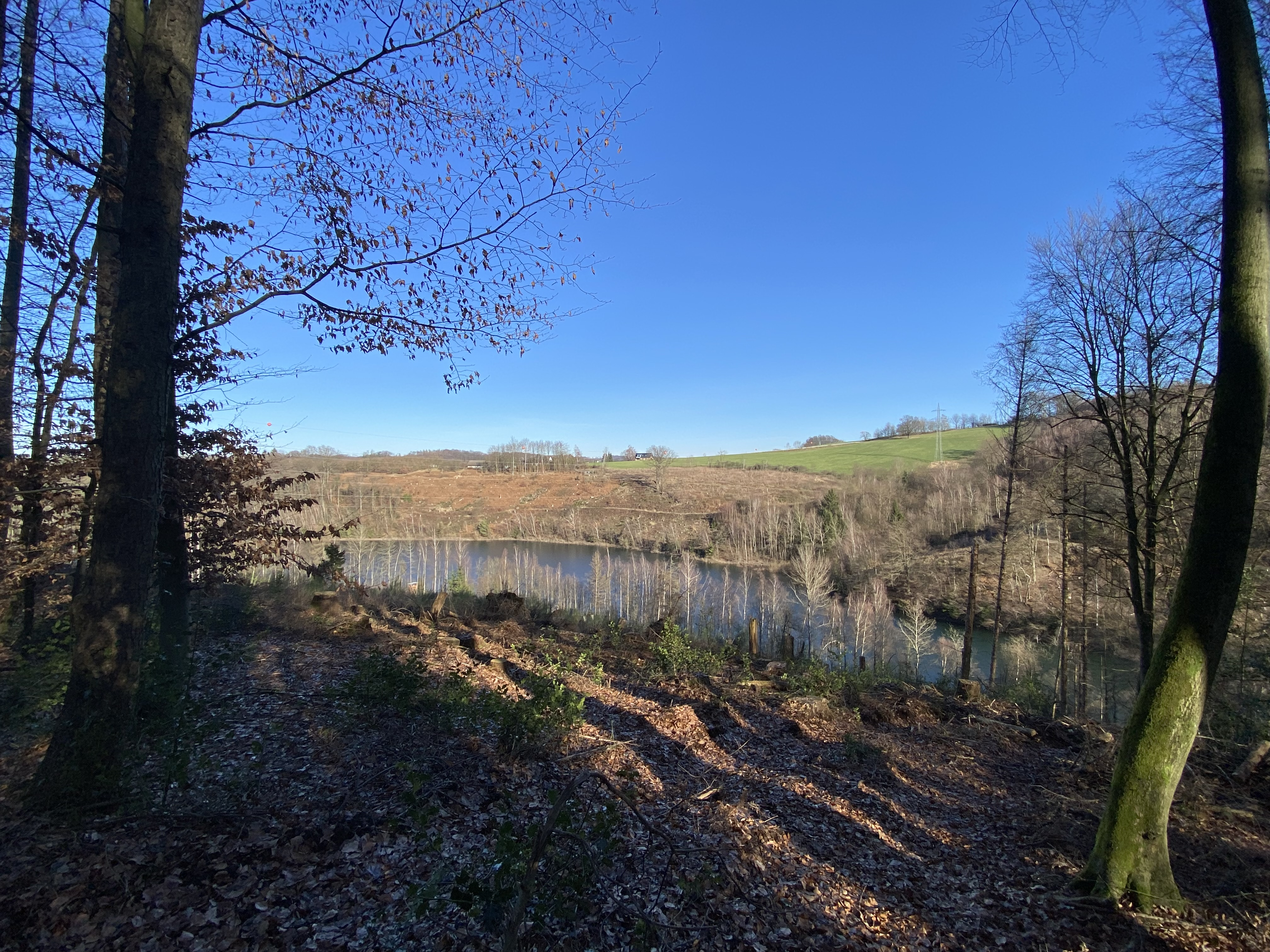
Osbachtal - Müllenberg (hinten)
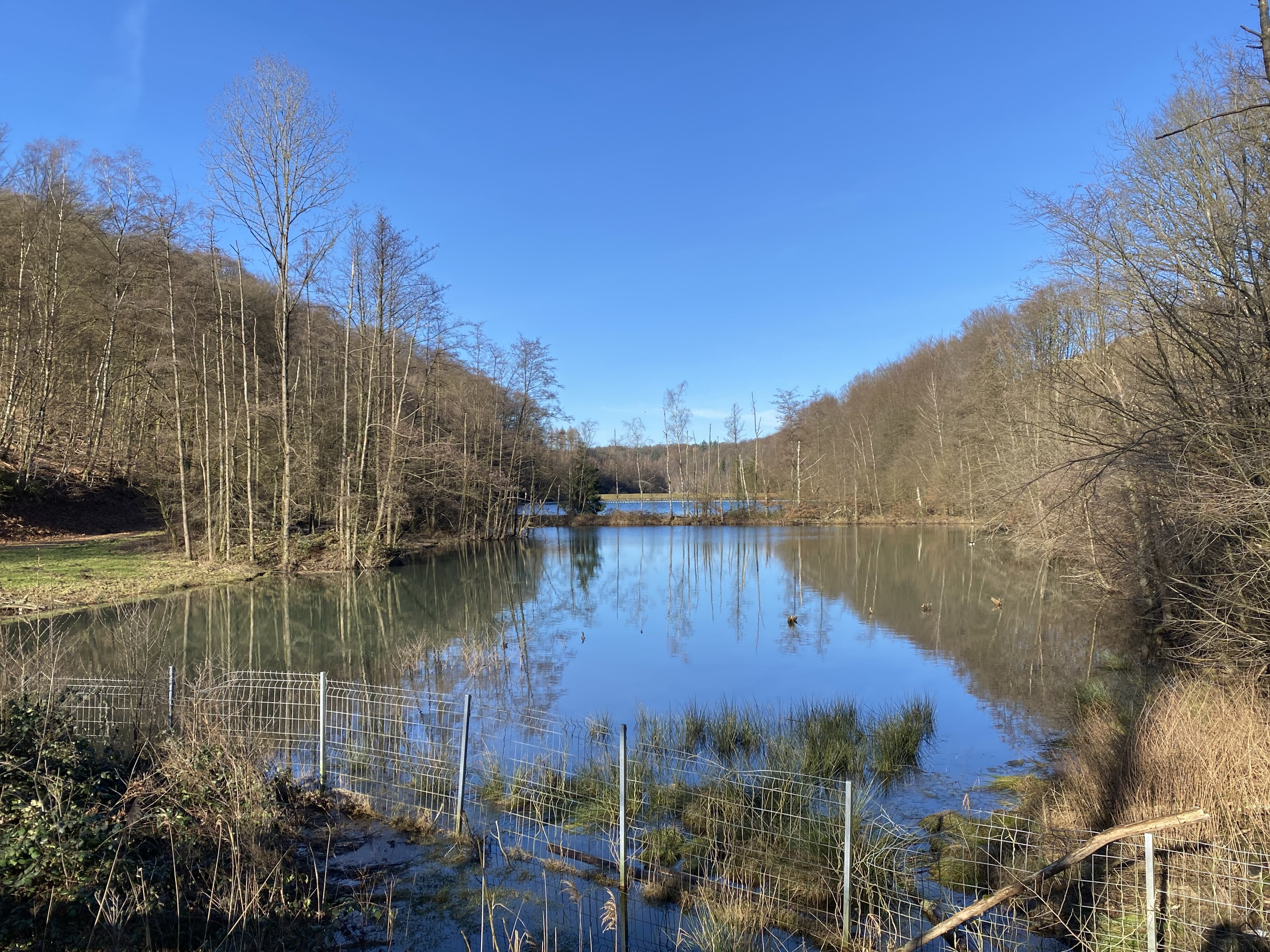
Hohemühle-Becken (hinten) im NSG GL-080 (Odenthal)